# 퀸스 미술관

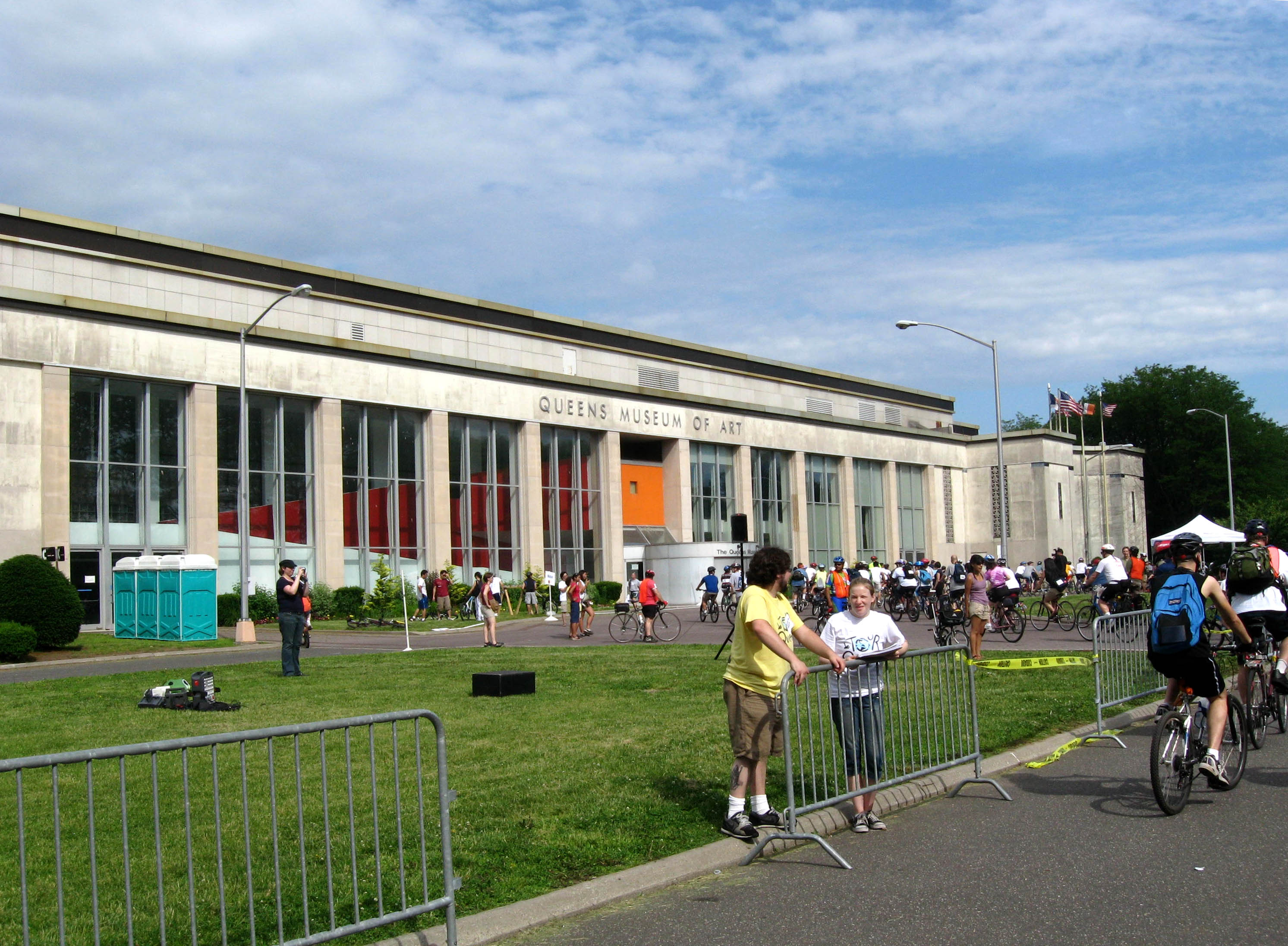
퀸스 미술관

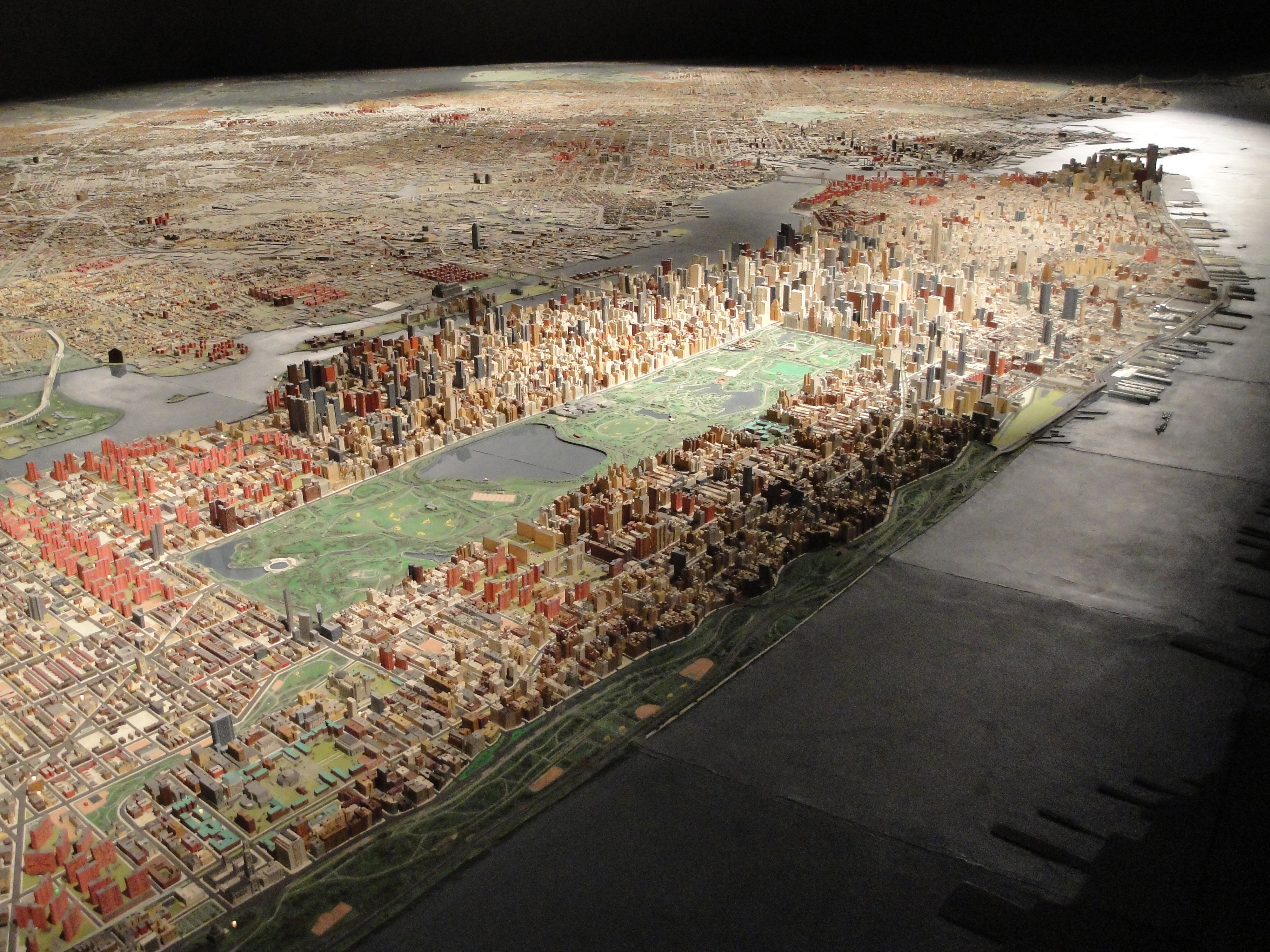
뉴욕 전경을 볼 수 있는 전시물

퀸스 미술관(Queens Museum of Art)은 뉴욕 퀸스의 플러싱 메도스 코로나 파크에 위치한 미술관이다. 뉴욕 전경을 볼 수 있는 조형물 등을 전시하고 있다.